# 1848 en musique
| \| • Retour à la chronologie générale de la musique populaire • \| |
| XXIe siècle • XXe siècle • XIXe siècle • XVIIIe siècle XVIIe siècle • XVIe siècle • XVe siècle • XIVe siècle XIIIe siècle • XIIe siècle • XIe siècle • Xe siècle IXe siècle • VIIIe siècle • Haut Moyen Âge • Rome • Grèce |
| • Retour à la chronologie générale de la musique populaire • |

| • Retour à la chronologie générale de la musique populaire • |

| Années de la musique populaire : 1845 - 1846 - 1847 - 1848 - 1849 - 1850 - 1851    |
| Décennies de la musique populaire : 1810 - 1820 - 1830 - 1840 - 1850 - 1860 - 1870 |

## Événements

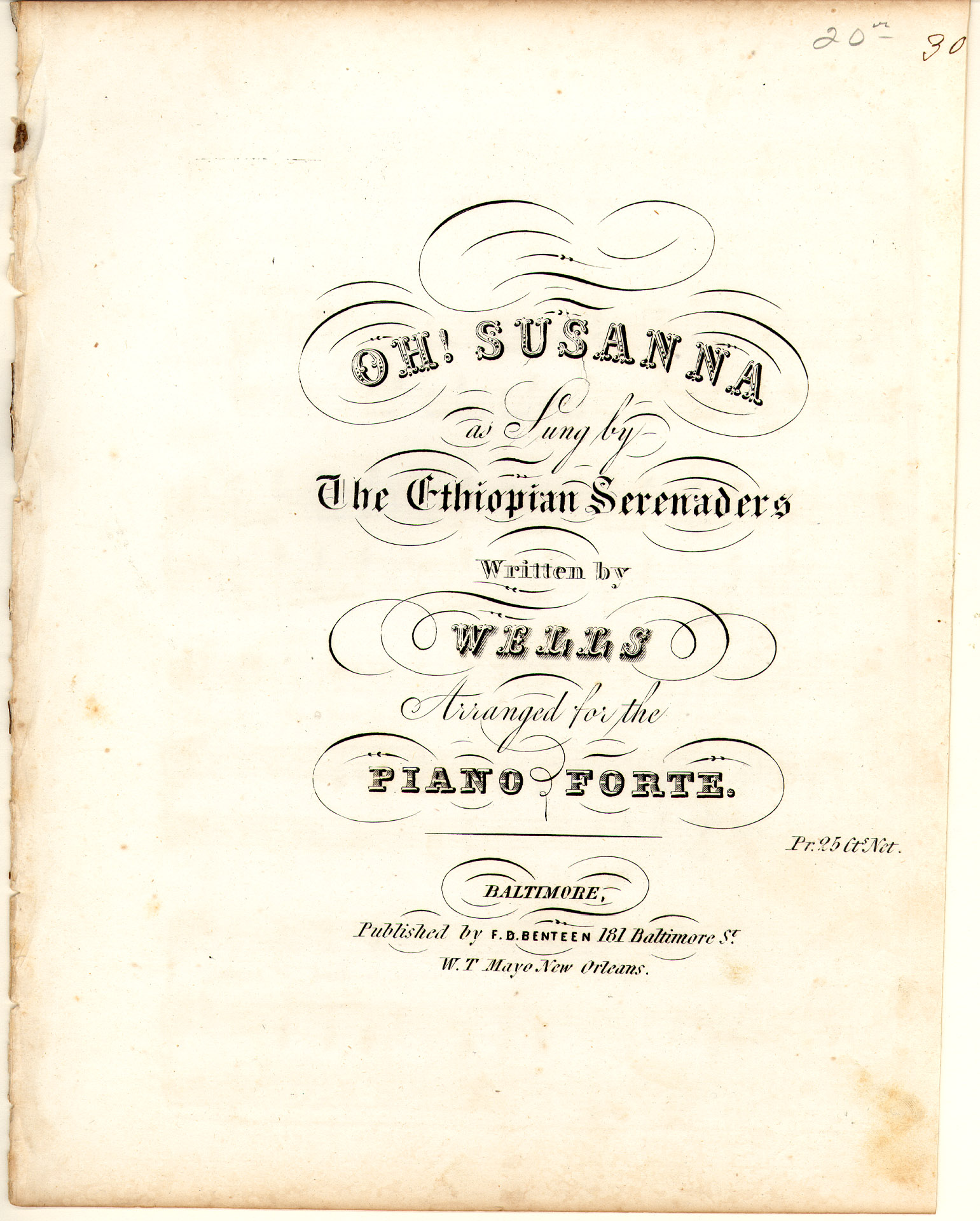
Partition originale de Oh! Susanna

- 25 février : publication de Oh! Susanna, chanson américaine de minstrel show écrite en 1846 par Stephen Foster.
- juin : La Marseillaise des cotillons, hymne féministe écrit par Louise de Chaumont, sur l'air de La Marseillaise, publié dans le numéro 1 de La République des femmes, journal des cotillons[1].
- Débuts, dans le contexte religieux d'un pardon du Festival de la Saint-Loup à  à Guingamp en Bretagne, devenu un festival de musique celtique.

## Naissances
- 28 août : Francis O'Neill, officier de police américain d'origine irlandaise et collecteur de musique traditionnelle irlandaise († 26 janvier 1936)
- 8 octobre : Pierre Degeyter, compositeur belge, auteur de L'Internationale († 26 septembre 1932)
- 1er décembre : Enrique el Mellizo, chanteur (cantaor) espagnol de flamenco, mort en 1906.

## Décès
- 14 août : Sarah Flower Adams, poétesse britannique, auteur de l'hymne Plus près de toi, mon Dieu († 22 février 1805).